# Tòng chi
Tòng chi (danh pháp hai phần: Hymenaea courbaril) là loài thực vật có hoa trong họ Đậu. Loài này được L. miêu tả khoa học đầu tiên.

## Hình ảnh

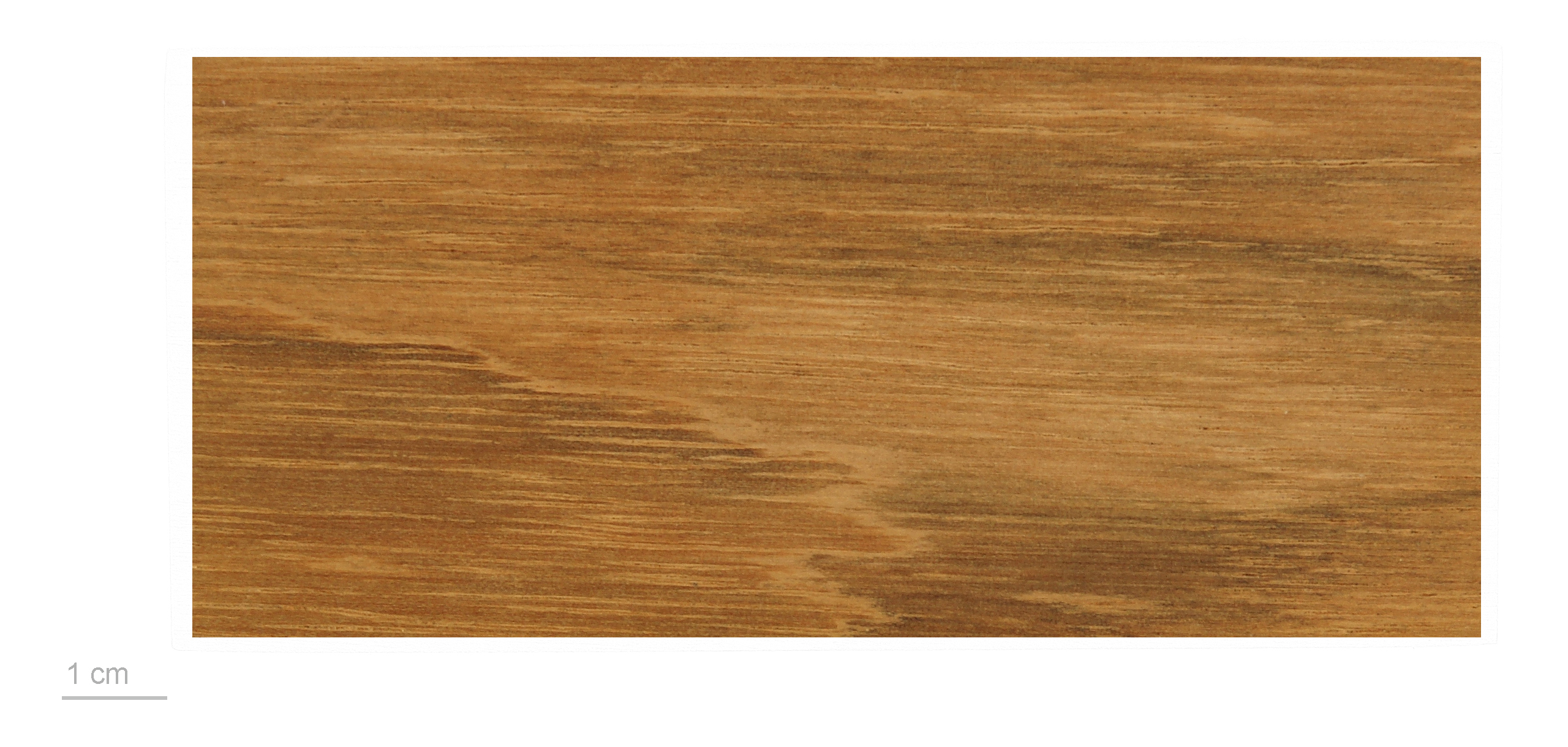
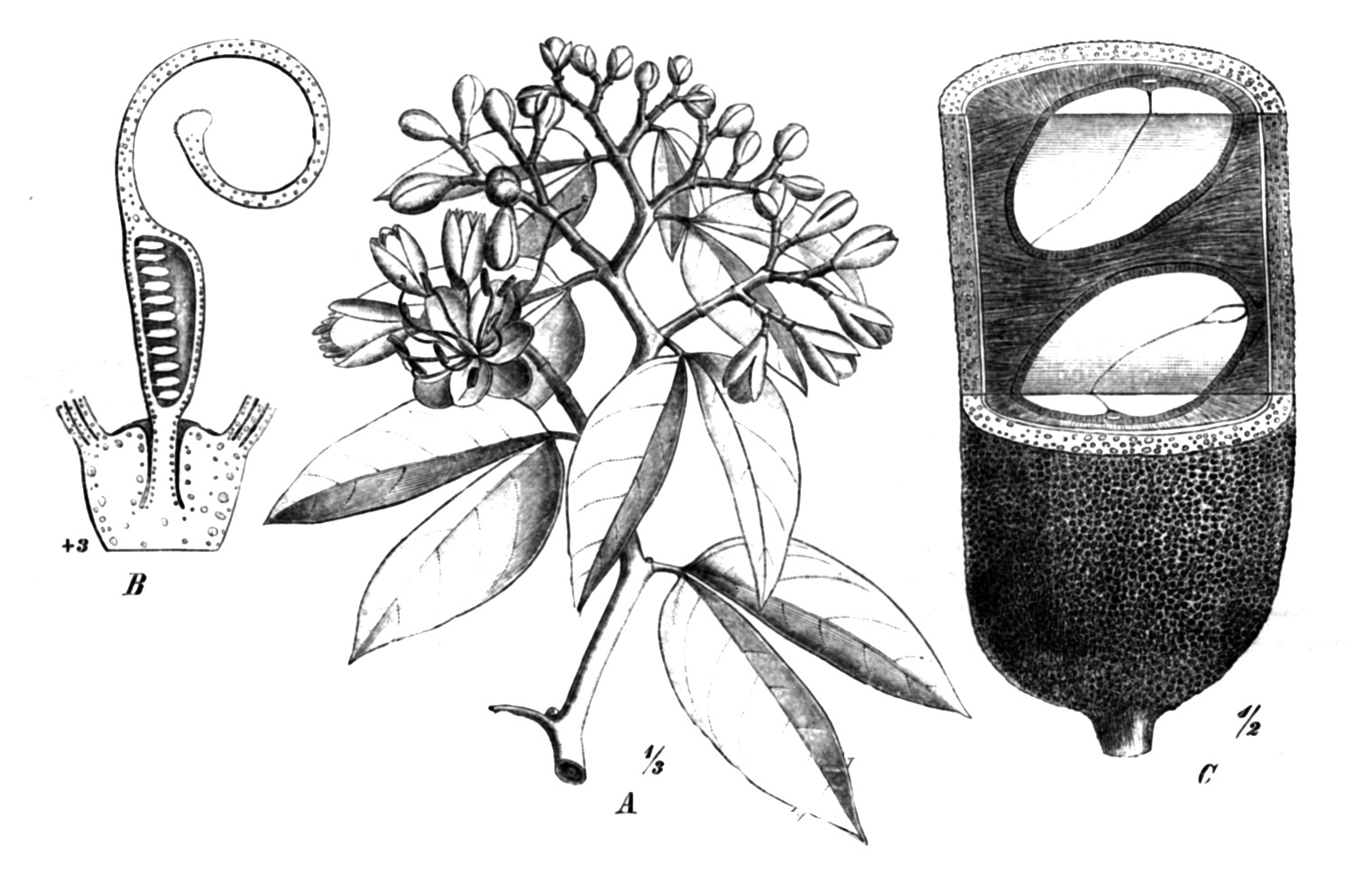
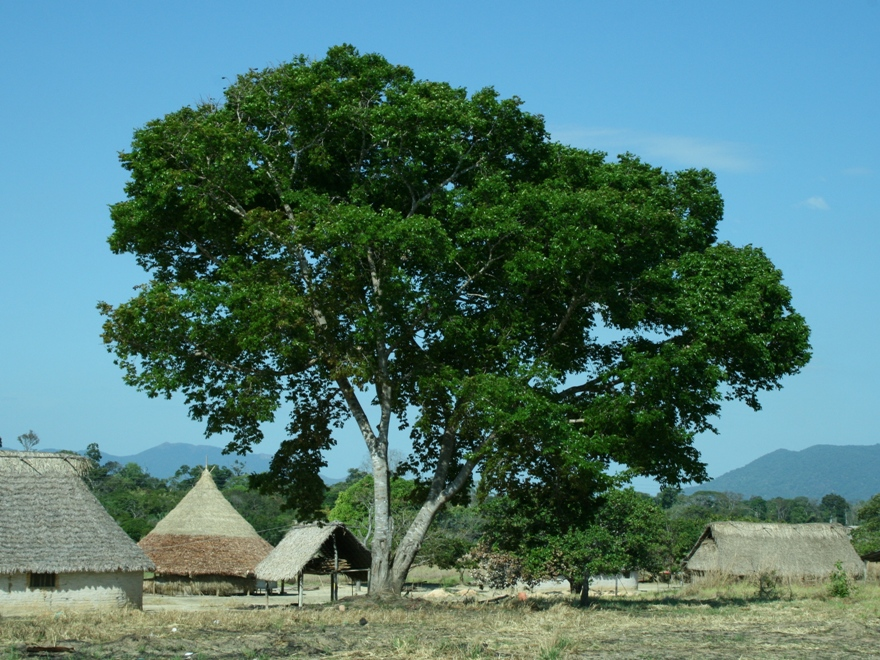
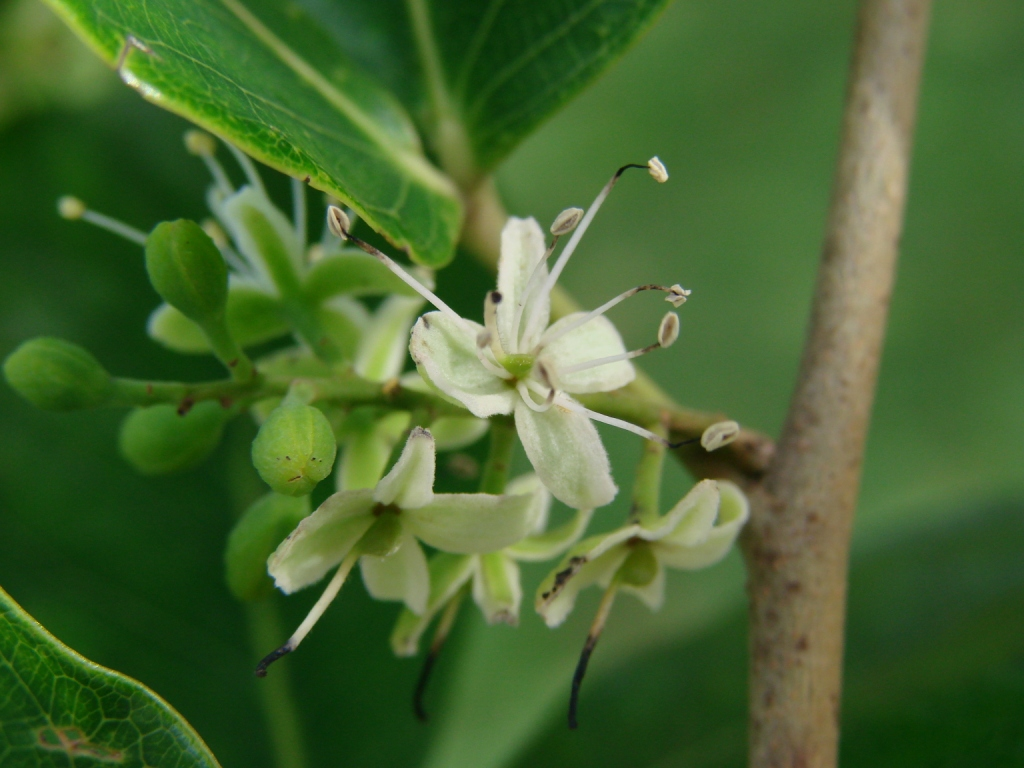